# Carl Langbehn
Carl Langbehn (6 de diciembre de 1901 - 12 de octubre de 1944) fue un abogado alemán y miembro de la resistencia al Nazismo.
Nació en Padang, Indias Holandesas Orientales. Durante la república de Weimar, fue miembro del Partido Popular Alemán. En 1933, se unió al Partido Nazi, pero durante la década de 1930 empezó a crecer su crítica al régimen. Era conocido de Heinrich Himmler ya que sus hijas asistían a la misma escuela. Para 1943, era consciente de que Himmler estaba interesado en la idea de negociar la paz a espaldas de Adolf Hitler. Le presentó a Johannes Popitz quien sugirió un golpe de Estado ya que la guerra estaba perdida, pero Himmler no estuvo interesado.
Langbehn también era amigo y consejero de Christabel Bielenberg y de su marido Peter. En septiembre de 1943, viajó a Suiza para encontrarse con Allen Welsh Dulles de la Oficina de Servicios Estratégicos para determinar la intención de los Aliados y cerciorarse de que estos querían una rendición incondicional de Alemania.
A su retorno, fue arrestado por la Gestapo, juzgado por el "Tribunal del Pueblo", sentenciado a muerte por Roland Freisler, y colgado en la prisión de Plötzensee, Berlín.